# Неофіт (ботаніка)

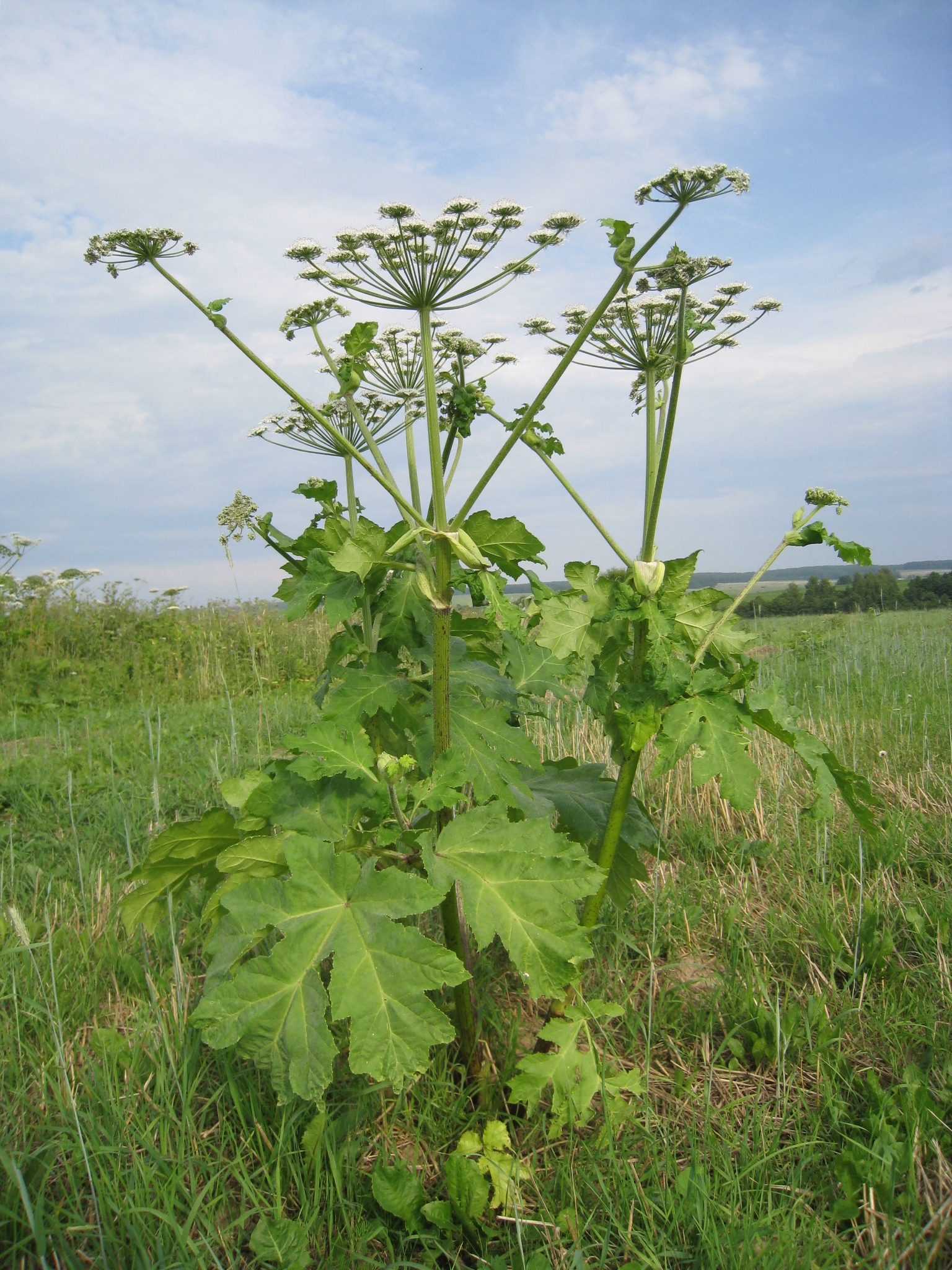
Борщівник Сосновського

Неофіти (від дав.-гр. νεόφυτος, νέος — новий і φυτόν — рослина) — рослини (зазвичай бур'янисті), які нещодавно з'явилися у місцевій флорі (в порівнянні з археофітами) в результаті господарської діяльності людини або природної міграції.
У Європі серед представників неофітів: елодея канадська (занесена в середині XIX ст.), лобода лискуча (з 1880 року), ромашка пахуча (з 1852 р.), амброзія полинолиста, борщівник Сосновського та інші.